# 恩岑巴赫河 (白瓦萊普河支流)
47°36′32″N 11°53′40″E / 47.60875°N 11.89433°E

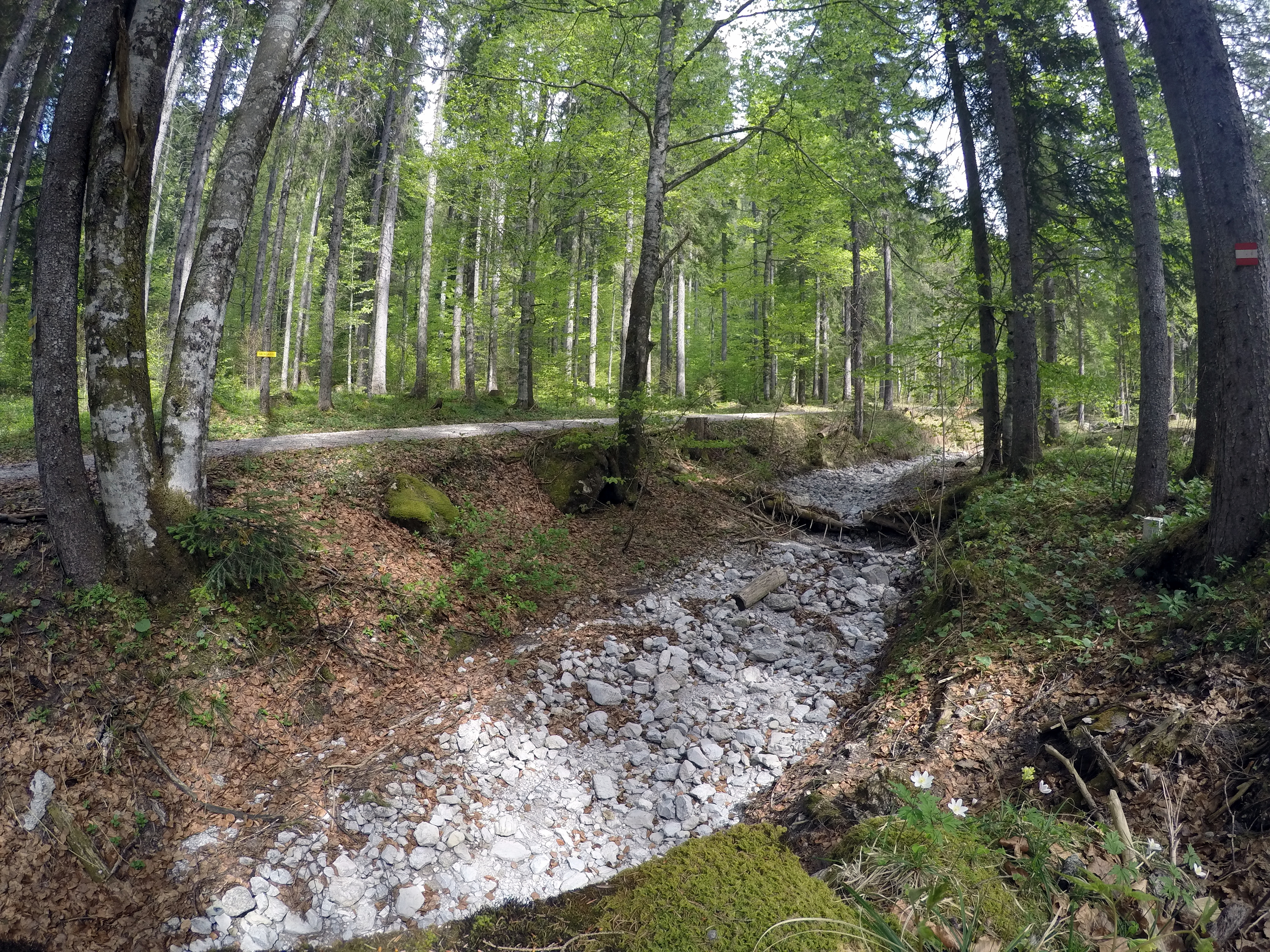

恩岑巴赫河是德國的河流，位於該國東南部，由巴伐利亞負責管轄，屬於白瓦萊普河的支流，河道全長3.5公里，發源自克羅伊茨山北坡。